# Spencer Johnson
Spencer Johnson (24. listopadu 1938, Watertown, Jižní Dakota, USA – 3. července 2017, San Diego, Kalifornie) byl americký lékař a spisovatel, známý především svou sérií dětských příběhů ValueTales a svým bestsellerem Who Moved My Cheese? (v češtině Kam se poděl můj sýr?). Byl ředitelem společnosti Spencer Johnson Partners. 
Johnson také napsal knihu "Yes" or "No": The Guide to Better Decisions (1992) a je spoluautorem knihy The One Minute Manager (v češtině pod názvem Minutový manažer). Jeho poslední knihou je Out of the Maze, sequel ke knize Kam se poděl můj sýr, která byla vydána až posmrtně v roce 2018. Jeho knihy byly přeloženy do mnoha jazyků, kniha Who Moved My Chesse? do 47.